# 格林布賴爾縣
格林布賴爾縣（英語：Greenbrier County）是位於美国西維吉尼亞州東南部的一個郡，東南鄰弗吉尼亚州，面積2,653平方公里。根据美国人口普查局2020年统计，共有人口32,977人。县治路易斯堡。该县成立於1782年，由弗吉尼亚州的博特托特县和蒙哥马利县分离而成。

## 名稱來源
該郡縣的名稱來自於郡內的主要河流沿岸長滿了圓葉菝葜（Smilax rotundifolia），該植物別名為綠刺藤（Greenbrier）。

## 历史
在1740年左右欧洲裔美国定居者到来之前，格林布里尔县和西弗吉尼亚州大部分地区一样，被肖尼族和切罗基族用作狩猎场。他们称这片土地为Can-tuc-kee。到1771年，欧洲殖民者已在该地区建立了广泛的贸易。
该地区在很长一段时间内都归弗吉尼亚管辖，包括美国独立前的弗吉尼亚殖民地和后来的弗吉尼亚州。
1861年脱离联邦危机期间，格林布賴爾縣公民推选塞缪尔·普莱斯作为参加里士满会议的代表。1861年4月17日，弗吉尼亚州脱离联邦法令通过的当天，他投了反对票，但后来改变主意，签署了正式文件。1861年5月23日，脱离联邦法令公开投票时，格林布賴爾縣以1,000票对100票通过了脱离联邦的决议。1861年中期，内战蔓延到该县，该地区发生了多场战役，包括1862年5月的刘易斯堡战役和1863年8月的白硫磺泉战役。这两场战役都是联邦军的胜利。
在20世纪的大部分时间里，Meadow River木材公司在雷内尔经营着世界上最大的硬木锯木厂。
第二次世界大战期间，格林布賴爾酒店被用作军医院。部分区域被用作拘留中心，关押战争期间滞留在美国的轴心国外交官。战争结束后，军方将酒店归还给私人控制，并重新作为酒店开业。冷战期间，酒店一部分新建筑下方修建了一个大型地下掩体，作为国会在遭受核攻击时的秘密避难所。这是美国《行动连续性计划》中被使用的地点之一。在1992年的一篇文章中对此进行了报道后，加上苏联解体后美国不再遭受现实性的威胁，美国政府将其作为政府场所退役。
2016年6月西弗吉尼亚州的洪水中，格林布赖尔县有16人伤亡，是伤亡人数最多的县。

## 地理
根据美国人口普查局的数据，该县总面积为1,025平方英里（2,650平方公里），其中1,020平方英里（2,600 平方公里）为陆地，4.9平方英里（13平方公里）（0.5%）为水域。按面积计算，它是西弗吉尼亚州第二大县。
该县北部和西部的大部分地区要么是公共的（莫农加希拉国家森林），要么是煤矿区，要么是私人森林，由MeadWestvaco和CSX等公司拥有。

### 邻近县
- 韦伯斯特县（北部）
- 波卡洪塔斯縣（东北部）
- 弗吉尼亚州 巴斯县（东部）
- 弗吉尼亚州 亞利加尼郡（东南部）
- 门罗县（南部）
- 萨默斯县（西南）
- 费耶特縣（西部）
- 尼古拉斯县（西北部）

### 国家保护区
- 失落世界洞穴（英语：Lost World Caverns）
- 莫农加希拉国家森林（部分）
- 奧根洞穴（英语：Organ Cave）
- 绿蔷薇州立森林
- 华盛顿/杰斐逊国家森林（西弗吉尼亚州/弗吉尼亚州线）

## 政治
与该州本身一样，自21世纪初以来，该县进一步向右转，比尔·克林顿是1996年最后一位赢得该县的总统候选人。直到2010年代中后期，该县在其他选举中仍然支持民主党候选人，例如2016年州长选举和2018年参议院竞选中的乔·曼钦。

## 法律与政府
与西弗吉尼亚州的所有县一样，格林布里尔县由三名民选县委员会管理。其他民选官员包括警长、县书记员、巡回法院书记员、评估员、检察官、测量员和三名治安法官。

## 人口
| 调查年                                                      | 人口   | 备注   | %±     |
| ----------------------------------------------------------- | ------ | ------ | ------ |
| 1790                                                        | 6,015  |        | —      |
| 1800                                                        | 4,345  |        | −27.8% |
| 1810                                                        | 5,914  |        | 36.1%  |
| 1820                                                        | 7,041  |        | 19.1%  |
| 1830                                                        | 9,006  |        | 27.9%  |
| 1840                                                        | 8,695  |        | −3.5%  |
| 1850                                                        | 10,022 |        | 15.3%  |
| 1860                                                        | 12,211 |        | 21.8%  |
| 1870                                                        | 11,417 |        | −6.5%  |
| 1880                                                        | 15,060 |        | 31.9%  |
| 1890                                                        | 18,034 |        | 19.7%  |
| 1900                                                        | 20,683 |        | 14.7%  |
| 1910                                                        | 24,833 |        | 20.1%  |
| 1920                                                        | 26,242 |        | 5.7%   |
| 1930                                                        | 35,878 |        | 36.7%  |
| 1940                                                        | 38,520 |        | 7.4%   |
| 1950                                                        | 39,295 |        | 2.0%   |
| 1960                                                        | 34,446 |        | −12.3% |
| 1970                                                        | 32,090 |        | −6.8%  |
| 1980                                                        | 37,665 |        | 17.4%  |
| 1990                                                        | 34,693 |        | −7.9%  |
| 2000                                                        | 34,453 |        | −0.7%  |
| 2010                                                        | 35,480 |        | 3.0%   |
| 2020                                                        | 32,977 |        | −7.1%  |
| 2021年估计                                                  | 32,608 | [ 10 ] | −1.1%  |
| U.S. Decennial Census 1790–19601900–1990 1990–20002010–2020 |        |        |        |

### 2000年人口普查
根据2000年美国人口普查，该县共有 34,453 人、14,571 户和 9,922 个家族。人口密度为每平方英里 34 人（每平方公里 13 人）。共有 17,644 套住房，平均密度为每平方英里 17 套（每平方公里 6.6 套）。该县的种族构成为 95.23%白人、3.04%黑人或非裔、0.34%原住民、0.19%亚裔、0.01%太平洋岛民、0.15%其他种族、1.04%来自两个或多个种族。0.68%的人口是西班牙裔或任何种族的拉丁裔。
该县家庭收入中位数为26,927美元，家庭收入中位数为33,292美元。男性收入中位数为26,157美元，女性收入中位数为19,620美元。该县人均收入为16,247美元。约有14.50%的家庭和18.20%的人口处于贫困线以下，其中18岁以下人口占23.70%，65岁及以上人口占 16.00%。

### 2010年人口普查
根据2010年美国人口普查，该县共有人口35,480人、家庭15,443 户和家族9,903个。人口密度为每平方英里34.8人（每平方公里13.4人）。共有住房单元18,980个，平均密度为每平方英里18.6单元（每平方公里7.2单元）。该县的种族构成为94.6%白人、2.8%黑人或非裔美国人、0.4%亚裔、0.3%美洲印第安人、0.4%其他种族，以及1.5%来自两个或多个种族。西班牙裔或拉丁裔占人口的1.2%。就血统而言，17.8%是爱尔兰裔，17.0%是德裔，12.0%是英裔，10.0%是本土美国人。
该县家庭收入中位数为33,732美元，家庭收入中位数为43,182美元。男性收入中位数为34,845美元，女性收入中位数为27,254美元。该县人均收入为 20,044 美元。约有14.7%的家庭和19.4%的人口处于贫困线以下，其中18岁以下人口占23.5%，65岁及以上人口占13.6%。

## 在流行文化中
2003年的恐怖电影《致命弯道》第一部明确写明其发生地点在格林布赖尔县。